# Bénoye
Bénoye  è un comune del Ciad situato nel dipartimento di Ngourkosso, provincia del Logone Occidentale.
È il capoluogo del dipartimento.